# Myxozyma nipponensis
Myxozyma nipponensis är en svampart som beskrevs av Spaaij & G. Weber 1993. Myxozyma nipponensis ingår i släktet Myxozyma och familjen Lipomycetaceae.   Inga underarter finns listade i Catalogue of Life.